# Jakob Wald (Bildhauer)

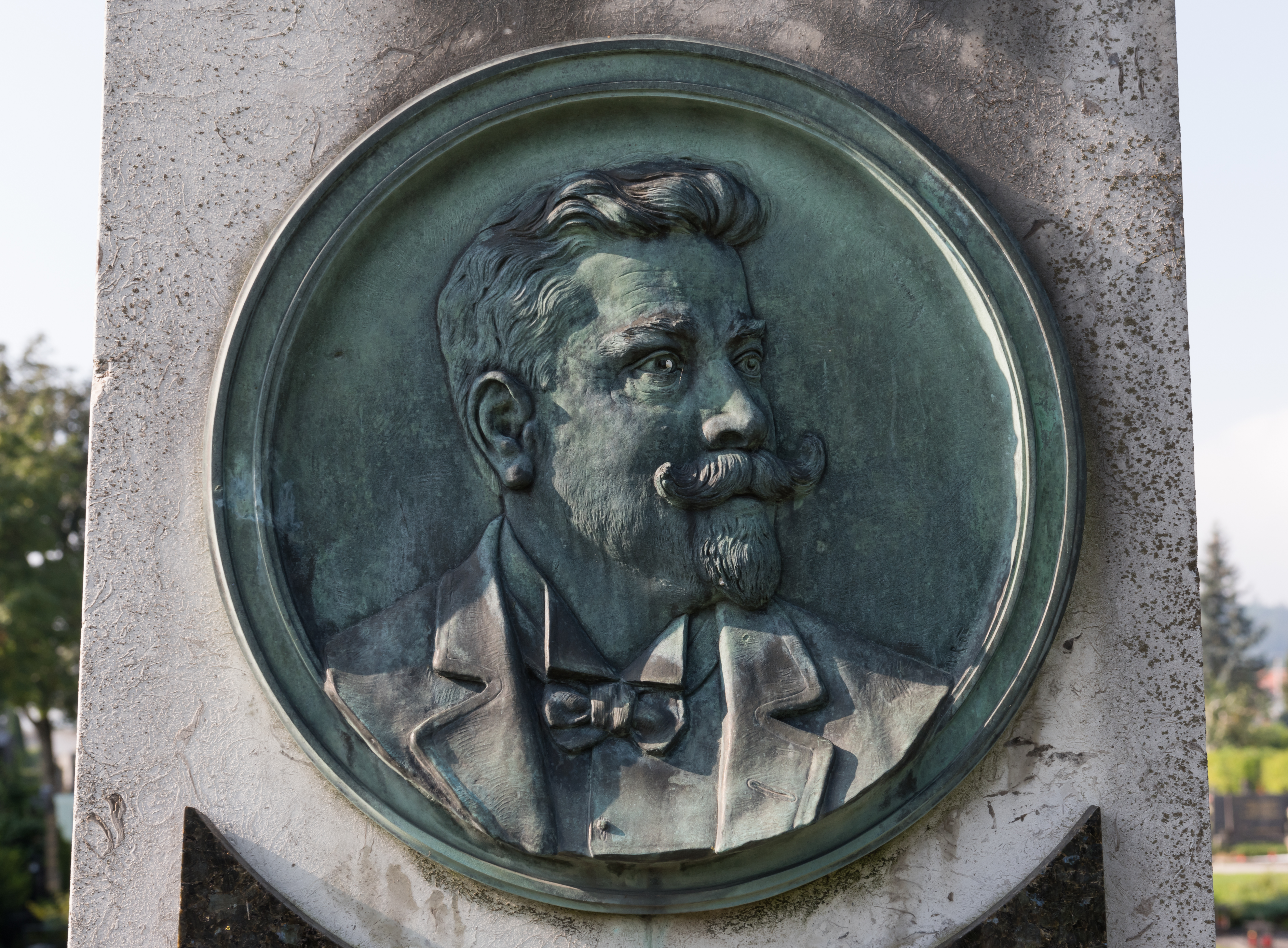
Porträt-Medaillon am Grabstein, Friedhof Annabichl in Klagenfurt

Jakob Wald (* 27. Juli 1860 in Mauthen; † 29. Dezember 1903 in Klagenfurt) war ein österreichischer Bildhauer.

## Leben
„Ein hochbegabter Kärntner Bildhauer war der aus Mauthen stammende Prof. Jakob Wald, der an der Handwerkerschule in Klagenfurt als Lehrer tätig war und von dem das Enzenberg-Denkmal in Klagenfurt, das Nischelwitzer-Denkmal in Mauthen und die Grabplastik für Anton Pichler in Villach stammen“ (Franz Pichler in Die Kärntner Landsmannschaft Nr. 6/1961).

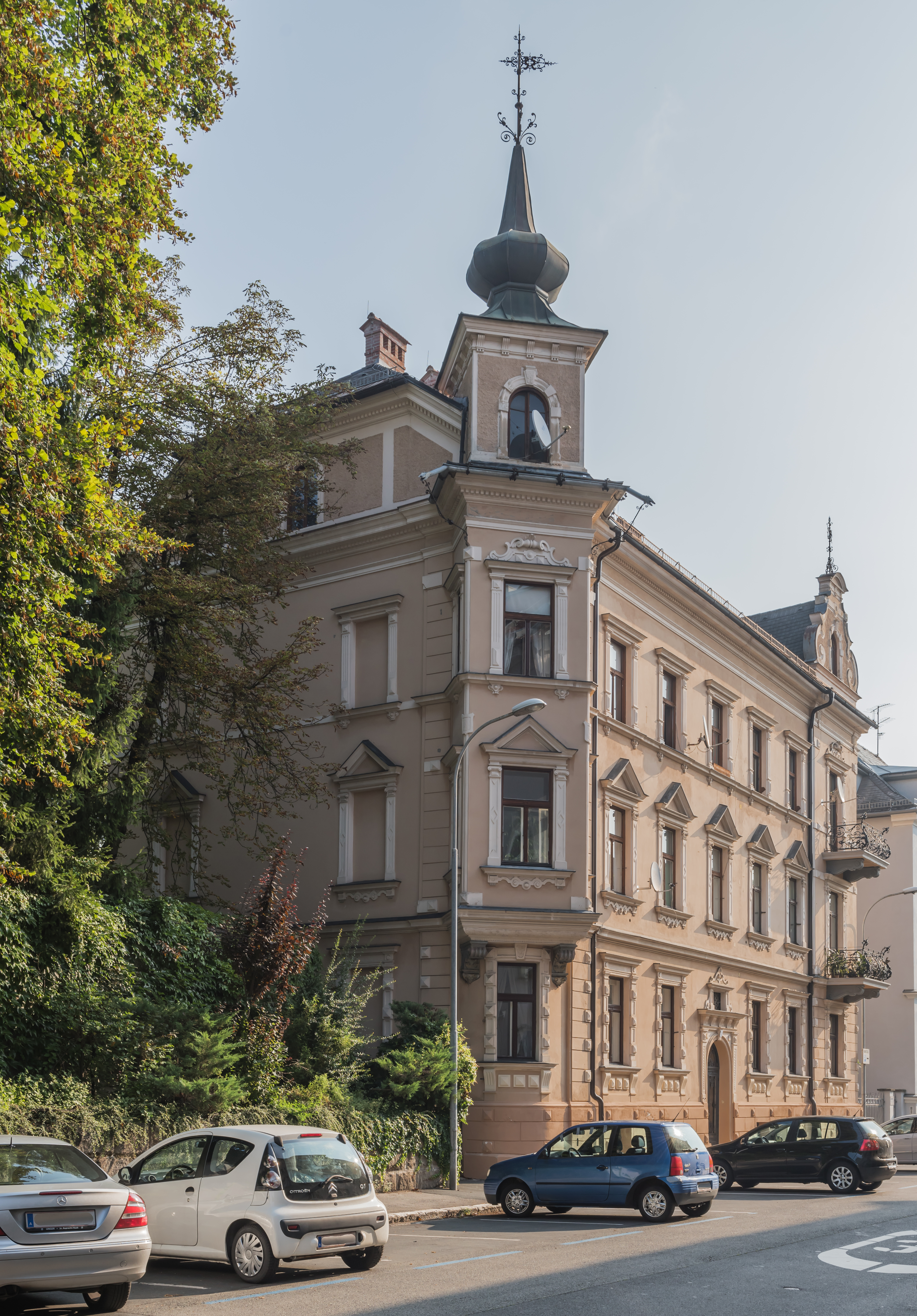
Haus in der Sariastraße 3, Klagenfurt

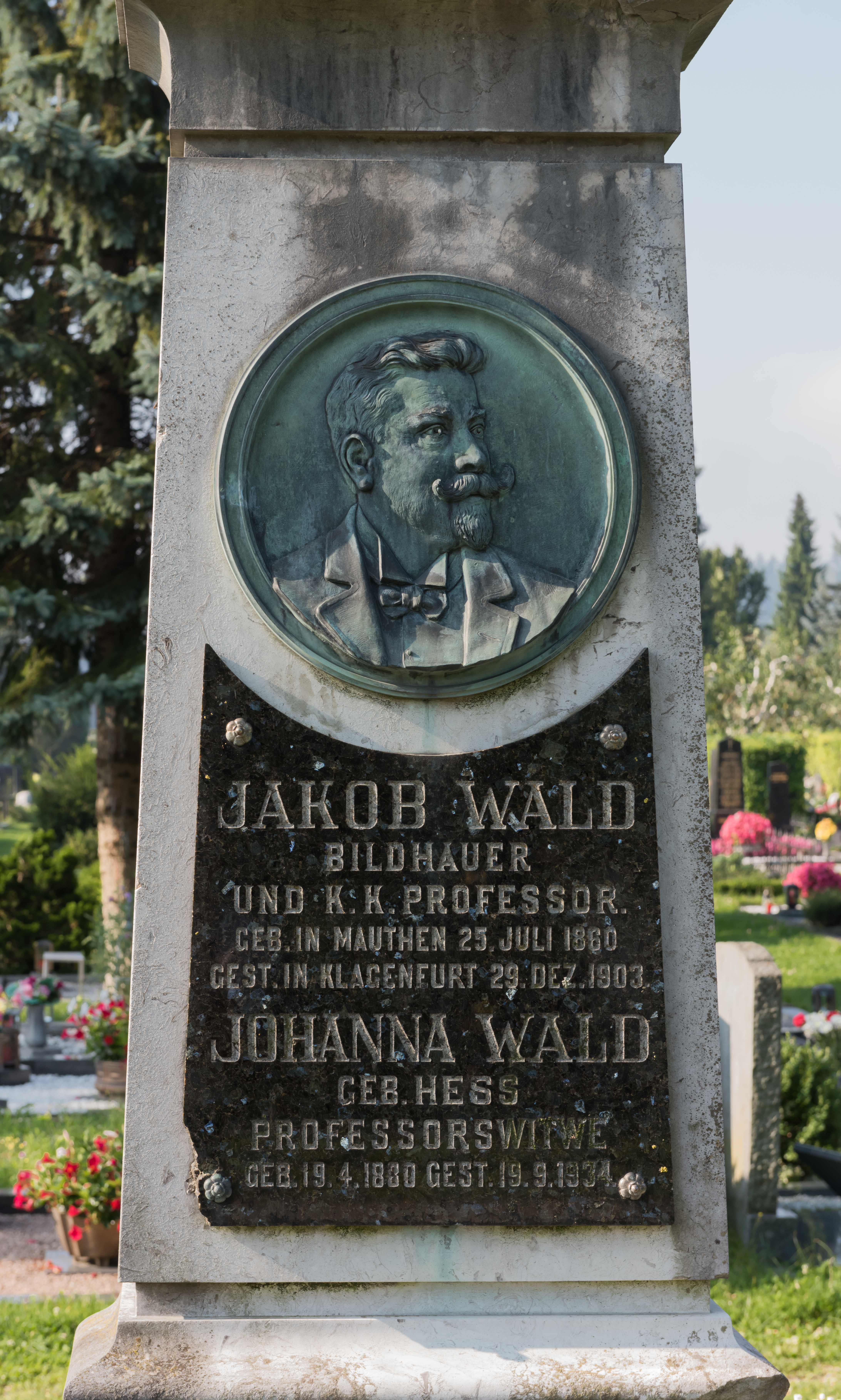
Grabstein am Familiengrab von Jakob Wald, Friedhof Annabichl, Klagenfurt

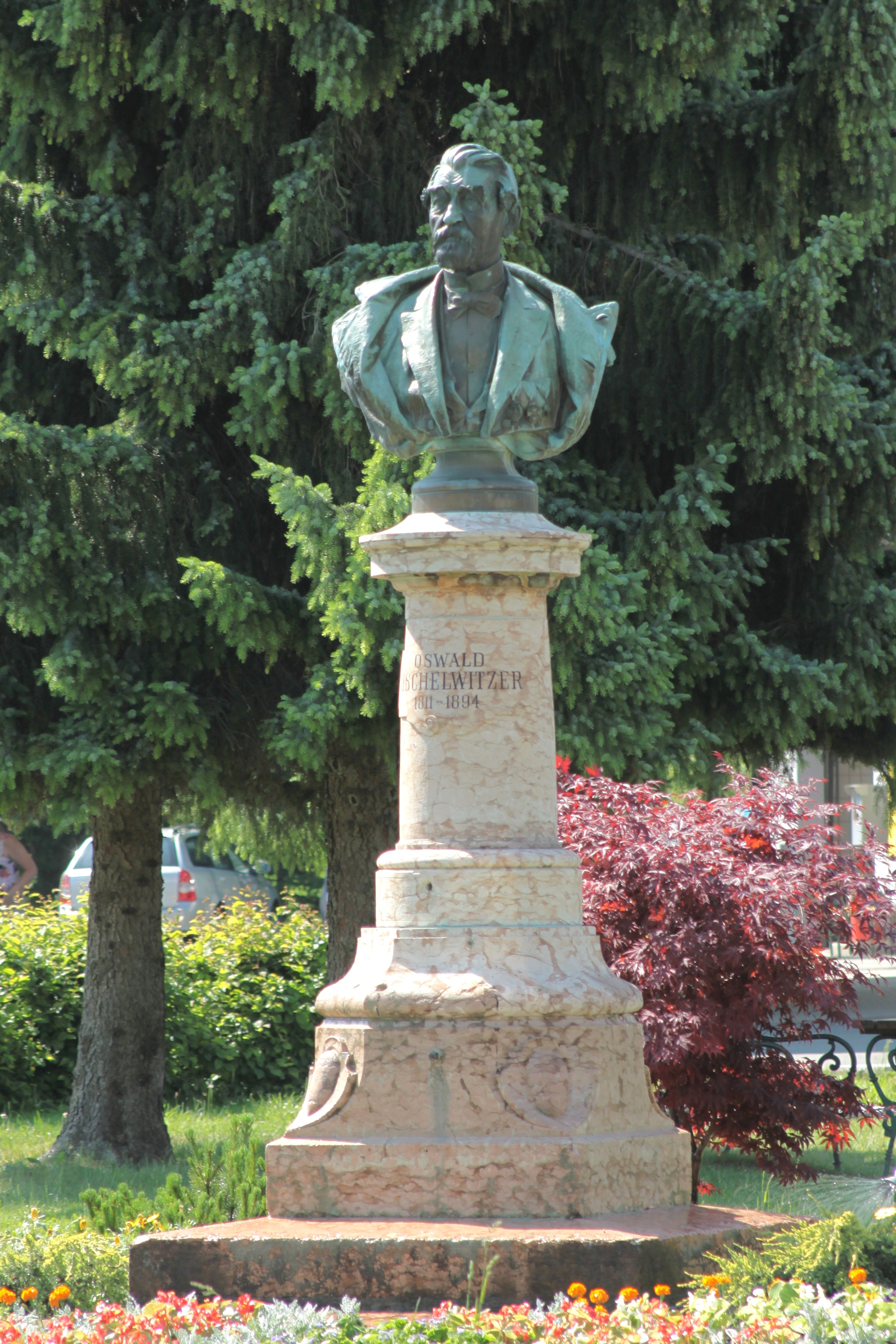
Denkmal für Oswald Nischelwitzer in Mauthen, Kärnten

Der Künstler muss eine Persönlichkeit und eine faszinierende Erscheinung gewesen sein. Die Nachricht von seinem frühen und unerwarteten Tod verbreitete sich wie ein Lauffeuer in Klagenfurt und löste überall Betroffenheit aus. Wald war mitten aus seinem Schaffen gerissen worden; er stand erst im 44. Lebensjahr, als er am 29. Dezember 1903 im Haus Sariastraße 3 an einer eitrigen Angina erstickte. Ein Jahr zuvor hatte er die 22-jährige Johanna Heß, Tochter des Architekten und Direktors der Staatsgewerbeschule, zum Traualtar geführt. Die Geburt der Tochter Trude hatte er gerade noch erlebt, das Kind kam eine Woche vor seinem Tod auf die Welt. Der Bildhauer wurde am Silvestertag auf dem neuen Friedhof in Annabichl zu Grabe getragen. Das Grabmal mit seinem Bildnismedaillon steht in der Gräberstraße zwischen den Feldern II und III.
Alle Zeitungen berichteten über das traurige Ereignis. Die Freien Stimmen brachten schon am 30. Dezember 1903 die Meldung vom Hinscheiden des Künstlers, der „sich seit einiger Zeit leidend gefühlt habe“. Und es hieß dann: „Auf Reisen, die ihn nach Italien und Frankreich führten, nahm er neue Eindrücke in sich auf, die er dann künstlerisch verwertete. Am ausgesprochensten bekundete sich sein Talent in der Porträtierung, wovon zahlreiche Büsten Zeugnis geben.“
Die Kärntner Zeitung schrieb in ihrer Neujahrsausgabe: „Wiederholt hatten wir Gelegenheit, Werke von ihm in der Kärntner Gewerbehalle zu sehen, so vor zwei Jahren das Denkmal für die Freiheitskämpfer am Pass Strub und erst in der heurigen Weihnachtsausstellung eine Büste des gewesenen Landespräsidenten von Fradenegg, wohl sein letztes Werk. Sein ‚Wilderer aus den Karawanken’, ‚Der Palmsonntag’, sein ‚Vogelfänger’ sind Werke größter künstlerischer Begabung.“ Darüber hinaus wurde an das würdige Denkmal für „seinen einstigen Gönner, den langjährigen Abgeordneten und fürstlich Porciaschen Vizedom Nischelwitzer“ sowie mehrere Reliefbüsten des Landespräsidenten Freiherrn von Schmidt Zabièrow erinnert.
Zuletzt unterrichtete die Klagenfurter Zeitung ihre Leser am 3. Januar 1904 vom Begräbnis des Professors an der Staatshandwerkerschule und Ehrenbürgers von Mauthen.
Während der Bildhauer Kassin in Wien arbeitete, schuf Wald seine Werke in Klagenfurt. Unter diesen beiden Künstlern erlebte die Porträtplastik eine Blütezeit. Starb eine lokale Größe, fanden sich die Hinterbliebenen im Atelier Wald ein, um den Verewigten modellieren zu lassen. 1887 wurde im Garten des Miklauzhofes die Büste von K. Pogantsch, dem Gründer des land- und forstwirtschaftlichen Betriebes, dem ein Großhandel angeschlossen war, enthüllt; 1892 entstand die Büste von Gustav Graf von Egger, dem 1884 verstorbenen Güter- und Werksbesitzer in Rottenstein bei Sankt Georgen am Längsee. Nach dem Ableben des Klagenfurter Brauereibesitzers Josef Grömmer (1838–1897) schuf Wald ein Porträtmedaillon in Bronze für die Mauergruft der Familie auf dem St. Ruprechter Friedhof. 1898 folgte die lebensgroße Büste des Holzhändlers und Großgrundbesitzers Stefan Kleinszig. „Diese ist nach den Äußerungen von Personen, welche dem Verstorbenen bei Lebzeiten nahegestanden sind, im Modell sehr lebensnah zur Darstellung gelangt“. Am 9. Januar stand in der Klagenfurter Zeitung zu lesen: „In Ausführung des Beschlusses des Landtages, dem edlen Stifter des Kinderspitals, dem verstorbenen Landessanitätsreferenten, Herrn Regierungsrat Prof. Dr. August Kraßnigg, ein Denkmal zu errichten, hat der Kärntner Landesausschuss beschlossen, den Bildhauer und k. k. Professor Jakob Wald in Klagenfurt mit der Durchführung des Denkmals zu betrauen. In seinem Atelier ist nunmehr das Bildnis Kraßniggs im Hochrelief zu sehen. Es zeichnet sich durch vollkommene Naturtreue aus. Es ist bestimmt, samt dem Zierat in Bronze ausgeführt und dann in eine Marmortafel eingesetzt zu werden, worauf das Denkmal im Stiegenhaus dieses Gebäudes einen würdigen Platz erhalten wird.“
Von den öffentlichen Denkmälern Klagenfurt stammt jenes von Enzenberg links vom Portal des Landhauses von Wald. Das Monument bildete ein Verlegenheitsprodukt im Rahmen staatlicher Kunstförderung. Nachdem das Kultusministerium Gelder für Künstler und Kunstwerke bzw. die Errichtung von Denkmälern zur Landesgeschichte in Aussicht gestellt hatte, wussten die verantwortlichen Stellen zunächst nicht, was sie damit anfangen sollten. Schließlich entschloss man sich, dem Reichsgrafen Franz Joseph von Enzenberg (1747–1821) ein spätes Denkmal zu setzen und Jakob Wald mit der Ausführung des Kunstwerkes zu beauftragen. Am 10. Juni 1892 fand an der Sternallee (heute Wiesbadener Straße) ein Lokalaugenschein statt, bei dem die Entwürfe dem Landespräsidenten und dem Bürgermeister unterbreitet wurden. Da man sich für das Projekt zu erwärmen vermochte, wurden für die Errichtung des Standbildes und die Gartengestaltung 2000 Gulden bewilligt. Und so schuf Jakob Wald 1894 eine überlebensgroße Bronzebüste des unverhofft zu Ehren gekommenen Grafen, die am 2. Oktober 1894 feierlich enthüllt wurde. In seiner Festansprache führte der Landespräsident unter anderem aus: „Es war mir nicht schwer, diesem Auftrage zu entsprechen, da einerseits sich unter den heimatlichen Künstlern Jakob Wald befindet, der schon wiederholt durch die Ausführung plastischer Kunstwerke, und namentlich von Porträtbüsten, in weiten Kreisen Lob und Anerkennung gefunden hat, und da es andererseits in der Kärntner Landesgeschichte an denkwürdigen Personen, die öffentlich geehrt zu werden verdienen, nicht fehlt.“
Bis 1938 stand das Denkmal im Landhausgarten. Als die Nationalsozialisten die Bäume der Sternallee fällen ließen, um einen Heldenplatz anzulegen, musste auch das dort vor der Südseite des Landhauses stehende Enzenberg-Denkmal weichen. Dass das Bildnis des Grafen mit dem mächtigen Rockkragen und der bauschigen Halsbinde nicht der Buntmetallsammlung im Zweiten Weltkrieg zum Opfer fiel, mutet fast wie ein Wunder an.

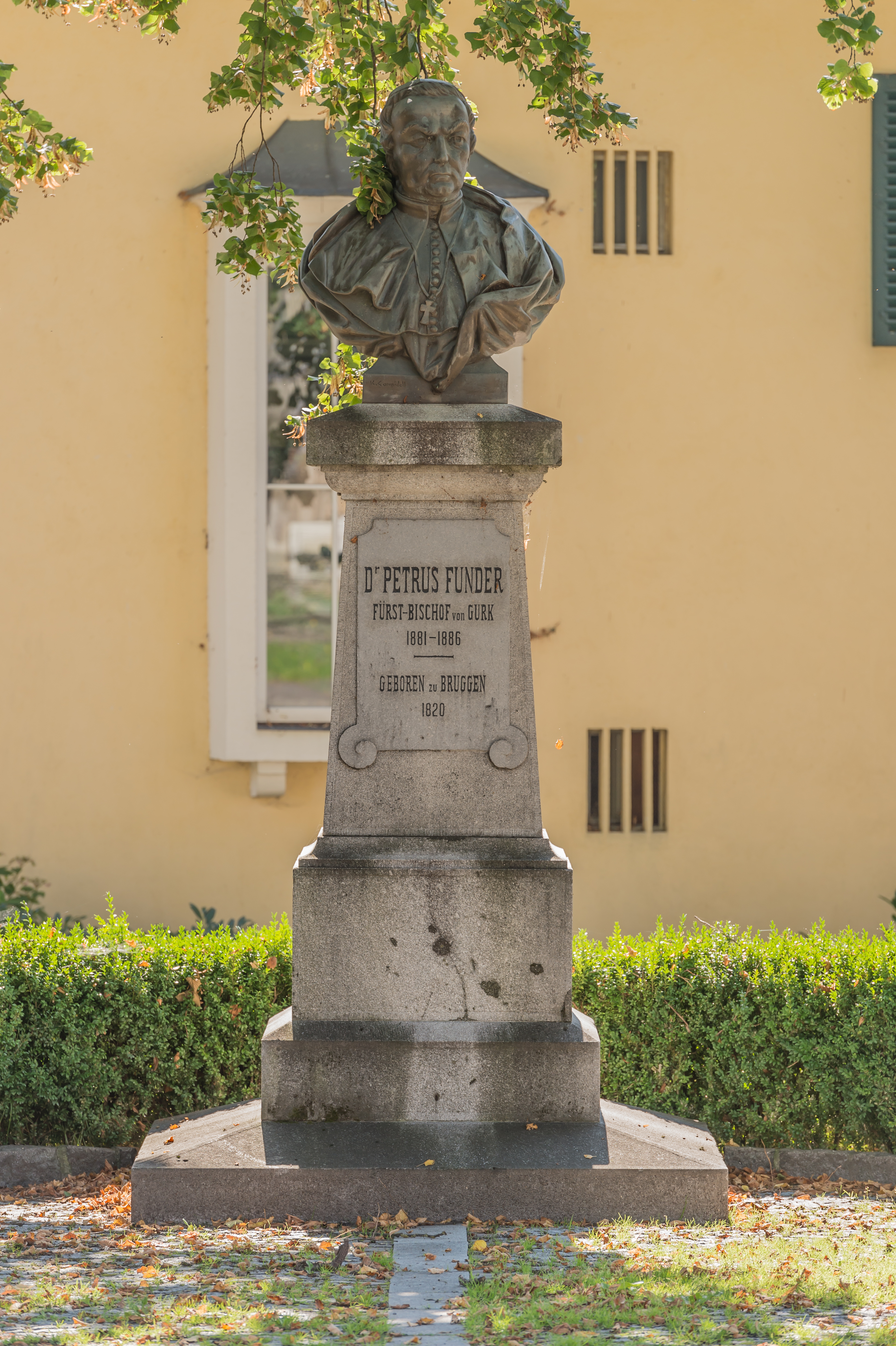
Petrus Funder-Denkmal, Greifenburg

Noch ungewöhnlicher stellt sich die Entstehungsgeschichte des Denkmals für Bischof Peter Funder (1820–1886) in Greifenburg dar. Um seinen Nachfolger Josef Kahn (1839–1915) zu ärgern, gaben liberale Kreise bei Jakob Wald ein Monument für den im nahen Waisach Geborenen in Auftrag. Es wurde am 6. Oktober 1894 enthüllt. Im Feuilleton über das Enzenberg-Denkmal in den Freien Stimmen vom 6. Oktober 1894 ging der Schreiber desselben auch auf die Funder-Büste ein. „Die Freunde und Verwandten des Bischofs rühmen die große Ähnlichkeit; aber das Hauptverdienst des Künstlers liegt darin, dass jeder sofort erkennen muss, wen er da eigentlich vor sich hat: nicht diesen oder jenen Bischof, der einmal irgendwo geschätzt oder verehrt wurde, sondern das Bild eines echten Priesters, der zugleich ein ganzer Mann war; eines schlichten deutschen Bauernsohnes, eines Sohnes der Kärntner Berge, der befähigt war, den edelsten Beruf ebenso kräftig wie weise zu erfüllen. Ernst und hoheitsvoll, aber auch mild und brüderlich blickt er auf uns und die Berge seiner Heimat. Aus seinen Augen bricht ein Feuer, das dem Kärntner leider gewöhnlich fehlt, und in der ganzen Büste offenbart sich eine Kraft, die wir an der Kirche vielleicht nicht immer lieben. Hier aber fühlen wir uns gebannt: wir bewundern den Geist und fühlen uns zugleich hingezogen zu der Seele dieses Mannes; der Grundzug seines Wesens scheint doch Milde, Versöhnlichkeit; alle Wucht und Kraft löst sich in Weichheit auf, wenn wir länger auf ihn hinblicken. Und wie das starre Erz ein solches Leben gewann, so dünkt uns auch der Name nicht mehr hart und ehern, den die Inschrift auf dem Stein uns kündet: wie von einem Segenshauch berührt, liest der Wanderer mit tiefer Ergriffenheit die Worte – Petrus Funder.“
Der Bildhauer war ein Nachkomme von Adam und Theresia Wald, beide Jahrgang 1823. Sie waren 37, als ihnen am 27. Juli 1860 der Sohn Jakob geboren wurde. Das Ehepaar wurde schon verhältnismäßig früh ins Jenseits abberufen: Herr Wald starb 1880. Frau Wald 1881.

## Bildergalerie

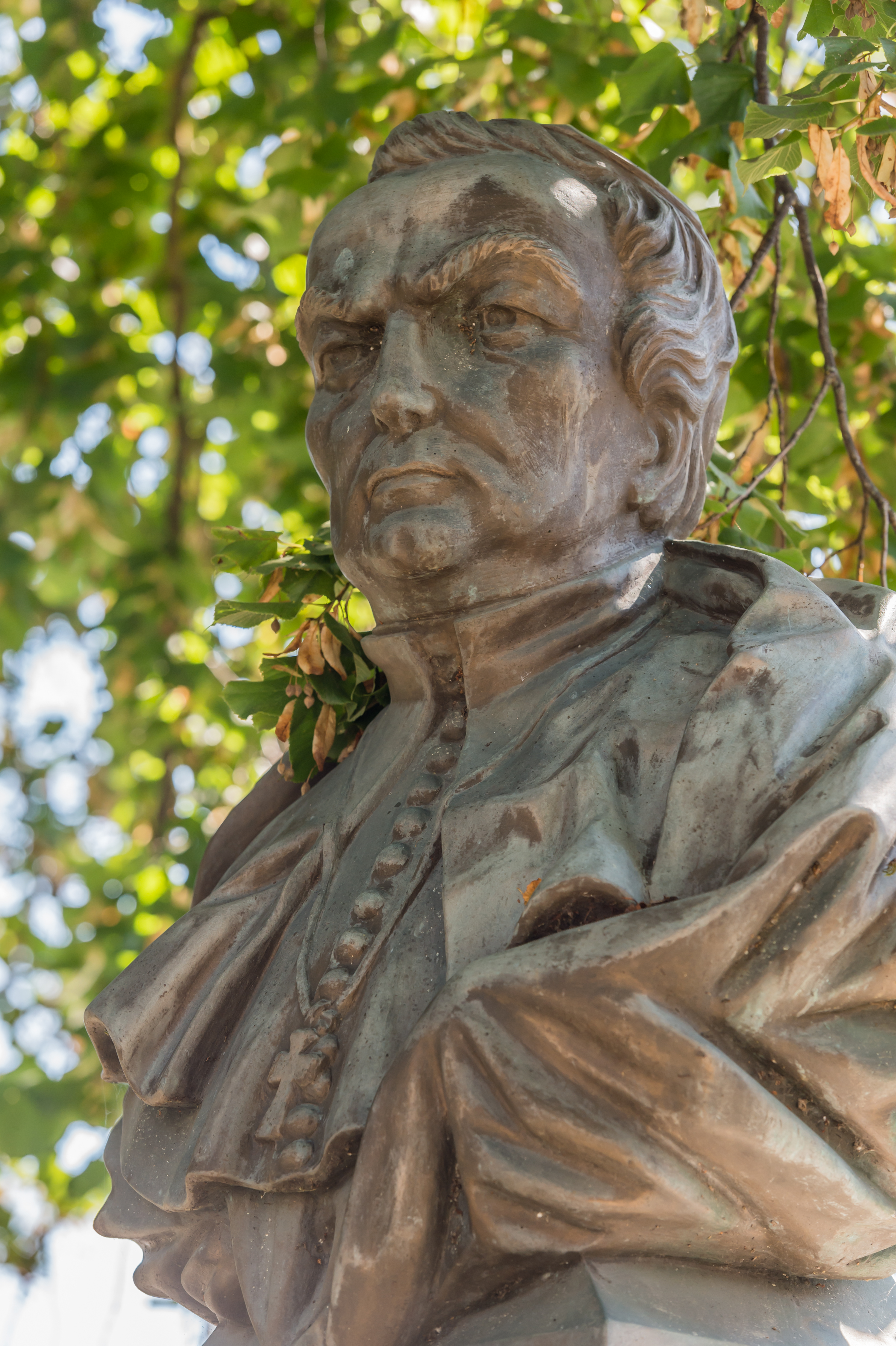
Denkmal für Petrus Funder, Greifenburg
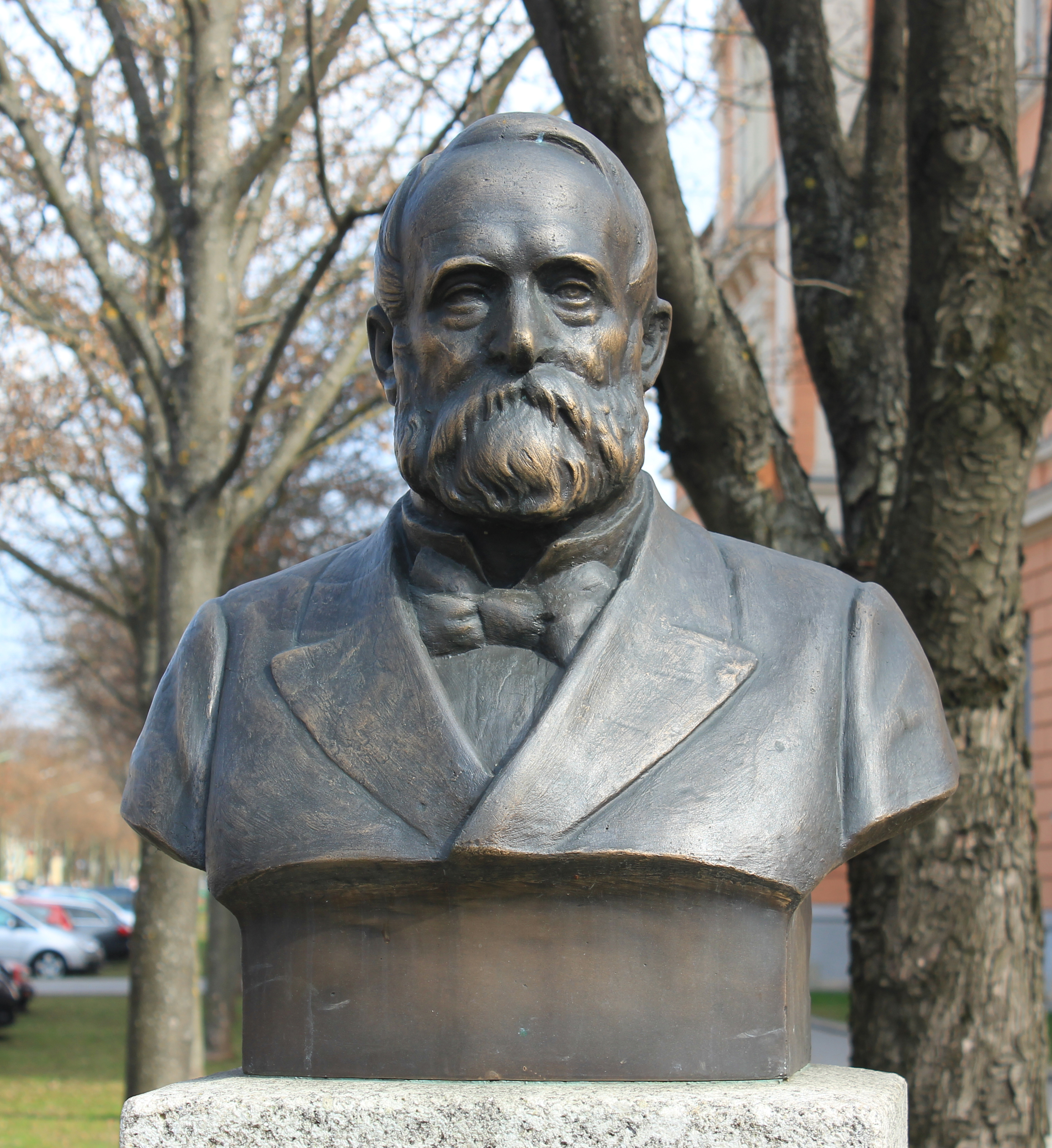
Denkmal für Gabriel Jessernig, Klagenfurt
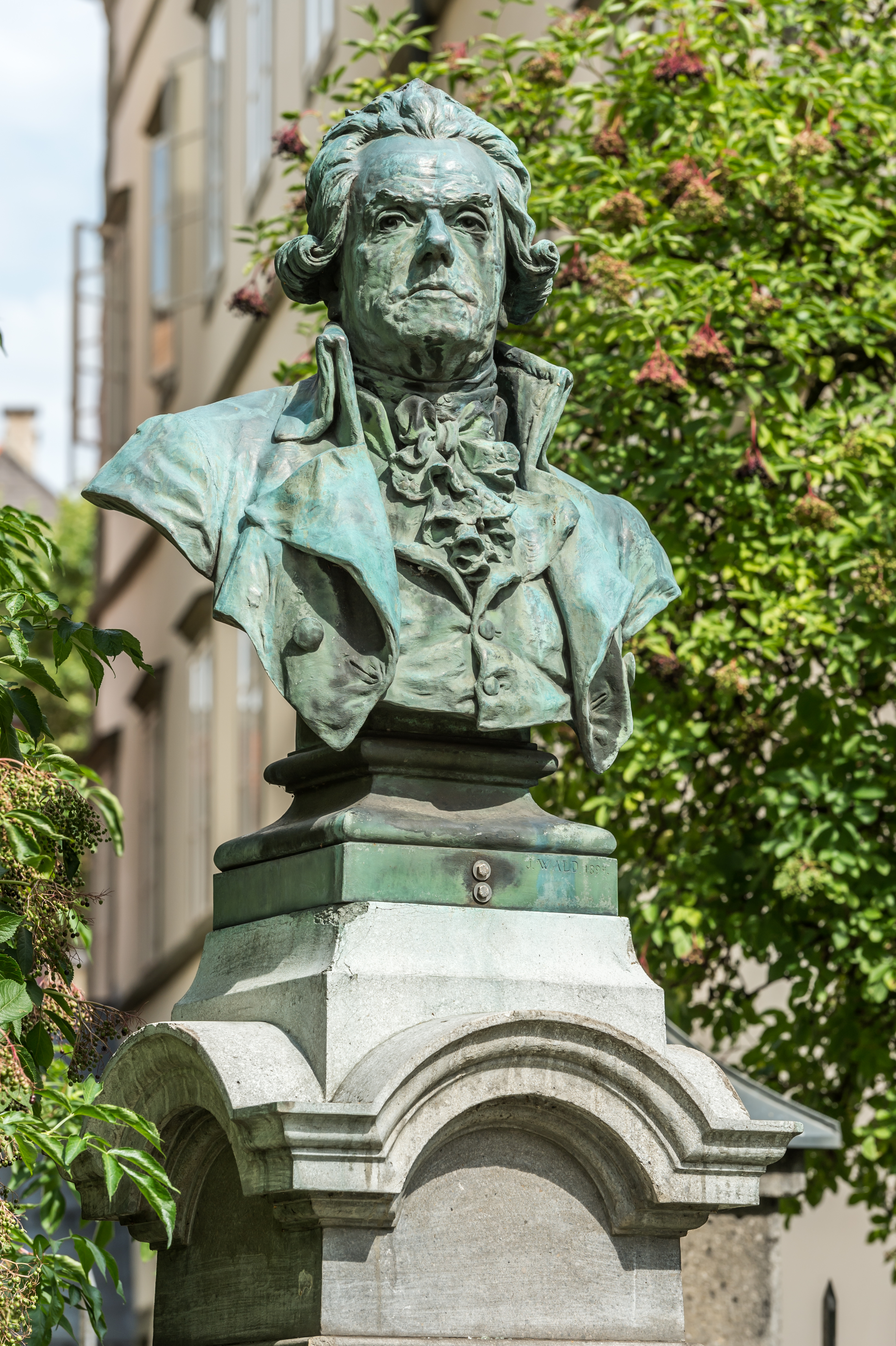
Enzenberg-Denkmal, Klagenfurt
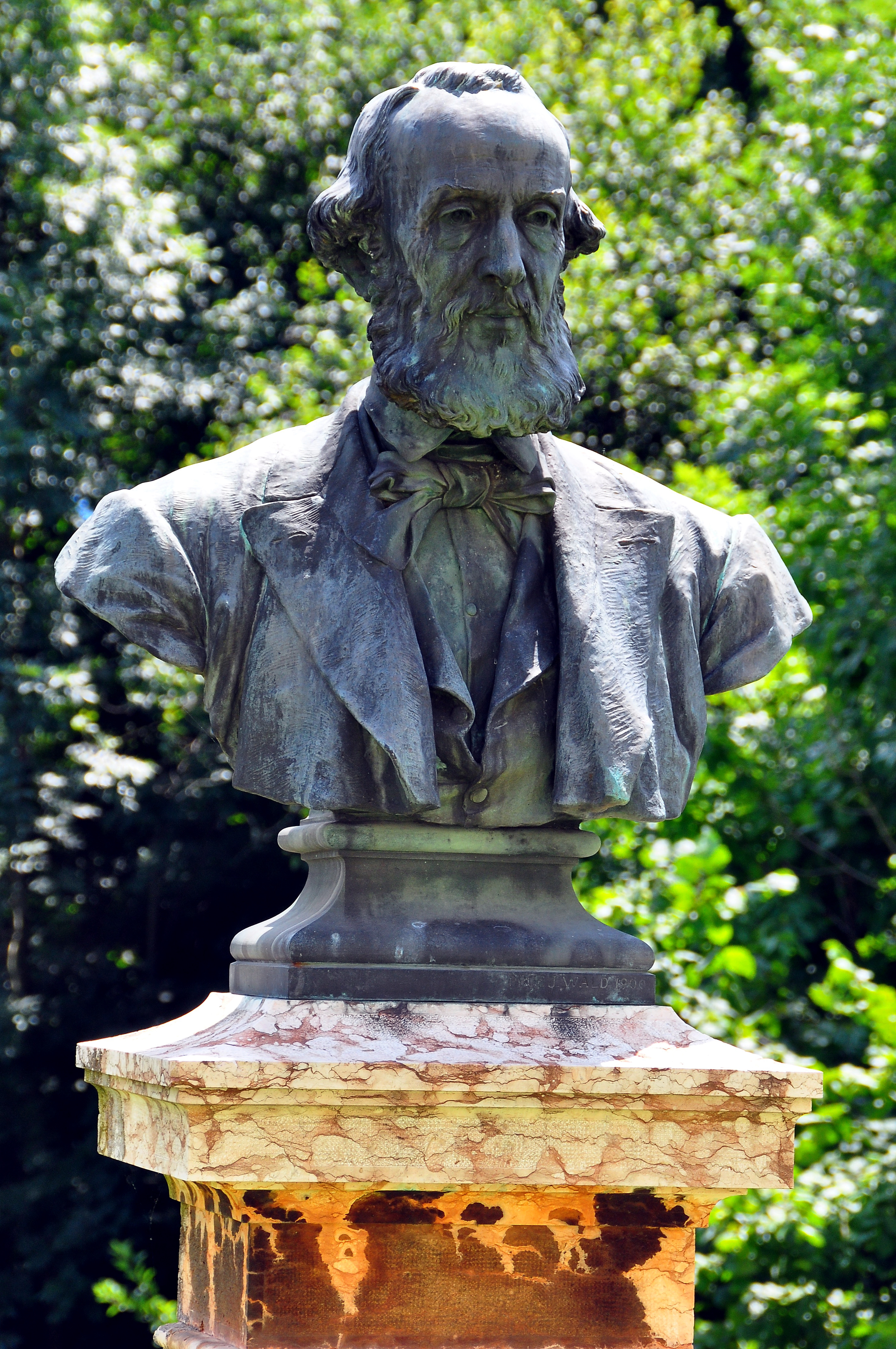
Büste auf dem Friedhof in Viktring-Stein, Klagenfurt
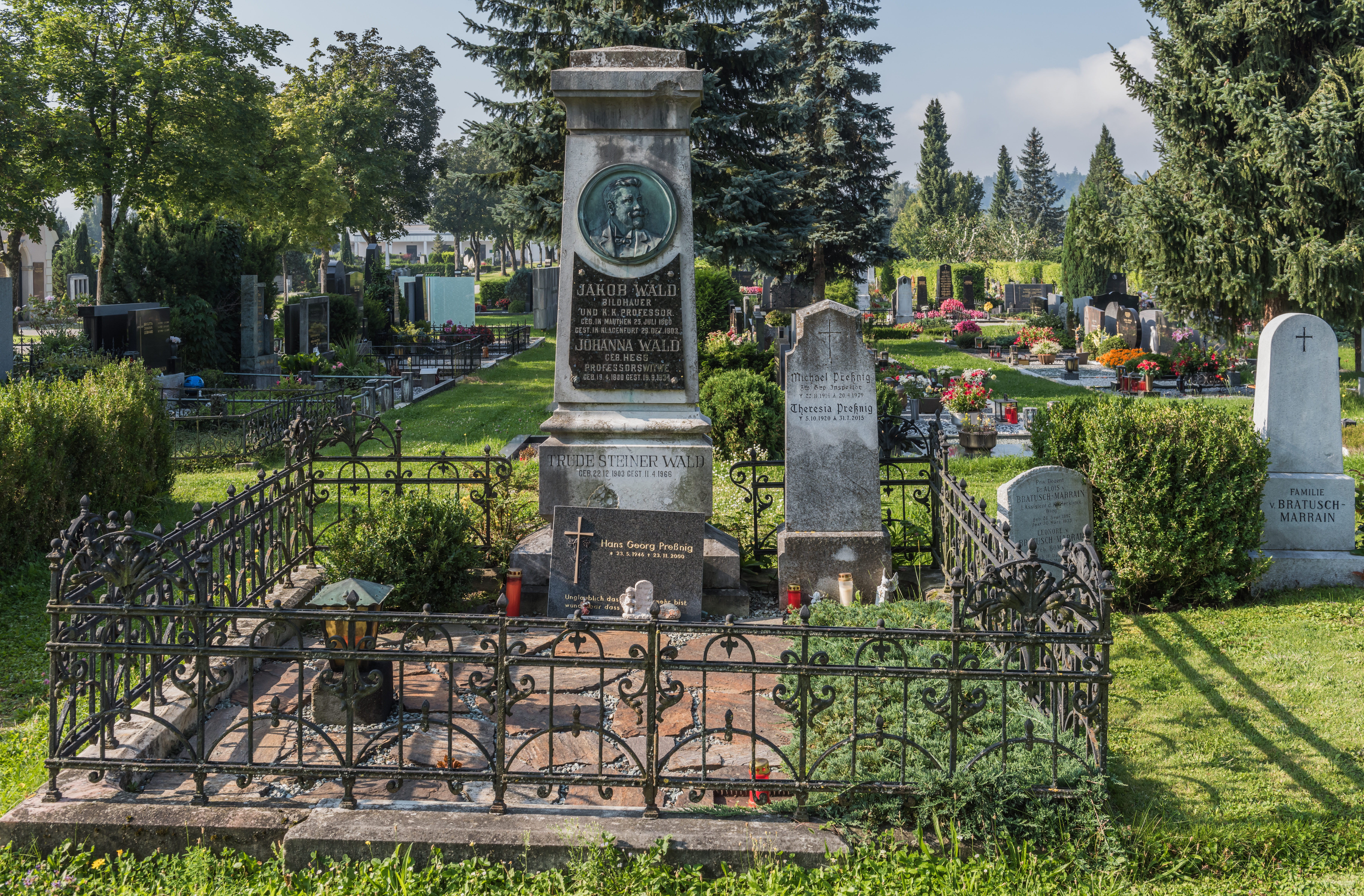
Letzte Ruhestätte am Annabichler Friedhof, Klagenfurt

## Werke (Auswahl)
- Büste für Franz Josef Graf Enzenberg, Klagenfurt
- Büste für Bischof Petrus Funder, Greifenburg
- Büste für Gabriel Jessernigg, Klagenfurt
- Büste für Max Ritter von Moro, Friedhof Stein-Viktring, Klagenfurt
- Porträt-Medaillon am Familiengrab, Annabichler Friedhof, Klagenfurt